# Franz Fischer (SS-Mitglied, 1901)

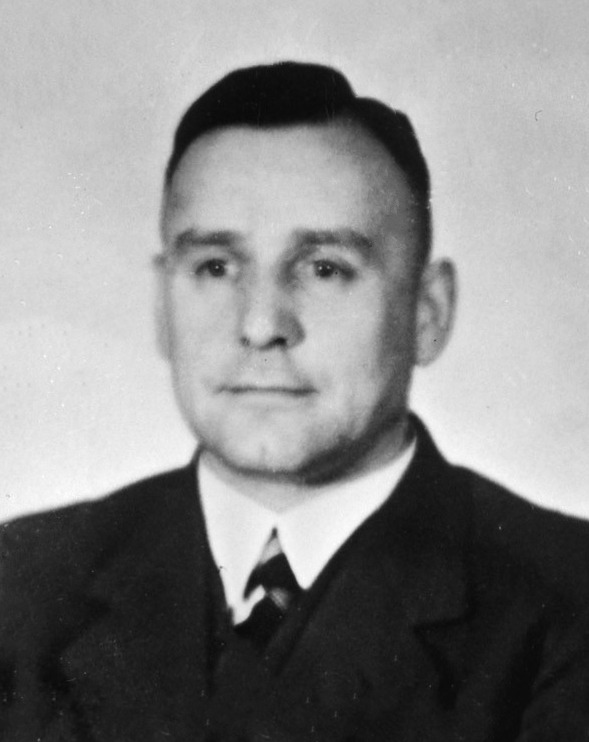
Franz Fischer

Franz Fischer (* 10. Dezember 1901 in Bigge; † 19. September 1989 in Olsberg) war ein deutscher SS-Sturmscharführer im Zweiten Weltkrieg.

## Leben

### Jugend und Zweiter Weltkrieg
Fischer war das älteste von fünf Kindern einer katholischen Familie. Er fühlte sich von klein an stark von der Kirche angezogen und wollte seinem Bruder und der Schwester seiner Mutter in ein Kloster nachfolgen. Eigentlich kam er aber mit der Einsamkeit nicht zurecht. Auf der Mittelschule ließ er dann seinen Plan, ins Kloster zu gehen, fallen und leistete seinen Wehrdienst. Nach Abschluss seiner neunmonatigen Militärdienstzeit fand er Arbeit in einem Finanzamt, die ihm allerdings nicht gefiel. Er wechselte in den Polizeidienst, besuchte eine Polizeischule und fand seine erste Anstellung 1922/23 bei der Kriminalpolizei in Bochum. 1937 wechselte er zur Geheimen Staatspolizei (Gestapo) in Düsseldorf.

### NSDAP und Zweiter Weltkrieg
Obwohl er sich bislang nicht für Politik interessiert hatte, trat er zum 1. Mai 1933, nach der Machtübernahme Hitlers und des NS-Regimes, der NSDAP bei (Mitgliedsnummer 2.470.838). 1934 heiratete er. Am 28. Mai 1940 – die deutsche Wehrmacht hatte die Niederlande besetzt – wurde er zur Außenstelle der Sicherheitspolizei und des SD nach Utrecht versetzt, wo er eigentlich nur einen Monat bleiben sollte. Im November 1940 wurde er in das Referat IV-B4 nach Den Haag versetzt. Diese Stelle war beauftragt mit der Deportation von Juden in den Niederlanden und dem Aufspüren von Menschen, die ihnen Unterschlupf gewährten. Sein direkter Vorgesetzter war Regierungsrat Wilhelm Zoepf als offizieller Judenreferent am Ort; dieser überließ Fischer die Führung der täglichen Geschäfte.
Franz Fischer errang sich den Ruf eines besonders sadistischen SS-Sturmscharführers bei der Durchführung von Judendeportationen. Er folterte niederländische Widerstandskämpfer mit Stöcken und Eisenstangen, um gewaltsam Geständnisse zu erpressen, und tauchte seine Opfer so lange unter Wasser, bis sie Informationen preisgaben.

### Nach dem Krieg
Nach dem Krieg geriet Fischer in kanadische Kriegsgefangenschaft. Er war in mehreren Kriegsgefangenenlagern in Deutschland. Am 28. August 1946, einige Wochen nach dem Amtsantritt der Regierung Beel, beantragten die Niederlande seine Auslieferung. Im November 1946 wurde er ausgeliefert und im Oranjehotel inhaftiert.
Ein niederländischer Sondergerichtshof in Den Haag verurteilte Fischer am 17. März 1949 zu lebenslanger Haft. Ein Todesurteil blieb aus, da ihm laut Urteilsbegründung des Gerichtshofs mildernde Umstände (sein starker Geltungsdrang gemischt mit einem Schuldbewusstsein und einem ausgesprochenen Antisemitismus sowie psychische Aspekte) zuerkannt wurden. Ein Sonderkassationsgericht (Bijzondere Raad van Cassatie) hob dieses Urteil auf und verurteilte ihn am 12. Juli 1950 zum Tode. Die Todesstrafe wurde 1951 in eine lebenslange Gefängnisstrafe umgewandelt. Danach wurde er im Gefängnis von Breda (Koepelgevangenis van Breda) zusammen mit Willy Lages, Jupp Kotalla und Ferdinand aus der Fünten interniert, als einer der „Vier von Breda“.
Laut Urteil des Kassationsgerichts war Fischer schuldig der Mitwirkung an der Deportation von etwa 13.000 Juden aus Den Haag ins Durchgangslager Westerbork sowie der Veranlassung der Überstellung von Juden aus Westerbork in Vernichtungslager im besetzten Polen. Er war auch verantwortlich für Misshandlungen von Juden und Zivilisten, die in Verdacht standen, Juden geholfen zu haben.
Im Frühjahr 1984 besuchte Paderborns Erzbischof Johannes Joachim Degenhardt in Breda die zwei von Breda, Fischer und Fünten. Anschließend besuchte er den niederländischen Justizminister Frits Korthals Altes (Kabinett Lubbers I), um für die Freilassung der beiden zu werben. Der Minister stellte überrascht fest, dass Degenhardt wenig über deren Verbrechen wusste. Er schickte ihm anschließend die deutschen Urteilsübersetzungen und hörte nie wieder von ihm.
Fischer wurde am 27. Januar 1989 aus dem Gefängnis freigelassen. Er starb knapp neun Monate später im Alter von fast 88 Jahren an seinem Geburtsort Bigge, inzwischen Stadtteil von Olsberg (Hochsauerland).

## Bedeutung seiner Biografie
Franz Fischer ist mit seiner Biografie ein Musterbeispiel für einen aus kleinbürgerlichen Verhältnissen stammenden Täter des Holocausts. Zusammen mit den anderen „Vier von Breda“ stand er in den Niederlanden symbolhaft für die während der Besatzungszeit und der Hitler-Diktatur verübten NS-Verbrechen im Zweiten Weltkrieg. Todesstrafe, Strafmaß und mögliche vorzeitige Entlassung der „Vier von Breda“ waren in den Niederlanden immer wieder Gegenstand heftigster öffentlicher Diskussionen bis zur Freilassung der verbliebenen „Zwei von Breda“ im Januar 1989, kurz vor ihrem Tode, 44 Jahre nach Kriegsende.